# 出たなツインビーヤッホー! DELUXE PACK
出たなツインビーヤッホー! DELUXE PACK（でたなツインビーヤッホー!デラックスパック）はコナミからプレイステーション、セガサターン発売されたゲームソフトで、アーケードゲームとして制作されたシューティングゲーム、『出たな!!ツインビー』と『ツインビーヤッホー! ふしぎの国で大あばれ!! 』が収録されている。
「デラックスパック」としては『パロディウスだ!』と『極上パロディウス』をカップリングした『極上パロディウスだ! DELUXE PACK』に続く第2弾。

## 概要
『出たな!!ツインビー』は元々のAC版がモニターを縦にしてプレイする縦画面シューティングのため、横画面でプレイする家庭用は攻略法が異なる箇所がいくつかある。（画面が縦に短い）収録されているゲーム内には2種類の画面サイズが用意されている。
『ツインビーヤッホー!』はテキストのみだったエンディングにボイスが追加されている。
32ビットハードの性能を存分に生かしており、ステージ間にロードが入るものの移植度は高く、CD-ROMの大容量を生かし2本のソフトを1本に収めるというコンセプトも成功。
この後も『リーサルエンフォーサーズ』、『グラディウス』、『沙羅曼蛇』のデラックスパックが発売された。
本作の説明書にはツインビーチームの世代表と活躍時期の作品（『ツインビーヤッホー!』まで）が書かれており、初代ツインビーチームのドンナモン（初代ウィンビーパイロット）、3代目ツインビーチームのスカッシュ（3代目ツインビーパイロット）、ホイップ（3代目ウィンビーパイロット）、メロウ（2代目グインビーパイロット）の名前が公開された。ライト、パステル、ミントは2代目ツインビーチーム、アンナモンは初代ツインビーチームとなっている。 
基本的なルールはどちらのゲームも同じ。空中攻撃用のショットと地上攻撃用のボムを使いわけて、迫り来る敵を撃破して進む。

## 登場キャラクター
ツインビー
声 - 田中真弓
ウインビー
声 - 西原久美子
エース
声 - 石川英郎
カーキ大佐
声 - 増谷康紀
ナンセンス大公
声 - 風間信彦
バルーン兄弟
声 - 高戸靖広
パステル
声 - 椎名へきる
メローラ姫
声 - 井上喜久子
メロディ女王
声 - 天野由梨
モスグリーン少佐
声 - 風間信彦
ライト
声 - 山口勝平
ワルモン博士
声 - 岸野幸正
ワンダー将軍
声 - 増谷康紀
妖精フルート
声 - 西原久美子

## 両機種間での違い
プレイステーション版とセガサターン版の違いは以下の通り。
- システム

PS版は一度ゲームを選択すると総合タイトルに戻れない。ゲームを変えるには本体のリセットボタンを押す必要がある。
SS版はA+B+C+スタートボタン同時押しでリセットが可能。
PS版はロード、セーブを手動で行わなければならないのに対してSS版は自動でロード、セーブが行われる。
- 出たな!! ツインビー

PS版のみFREE PLAYの文字が表示される。
- ツインビー ヤッホー!

PS版のみFREE PLAYの文字が表示される。
PS版はステージ切り替わり時にNOW LOADINGの文字が表示される。
PS版で半透明処理されている箇所が、SS版ではメッシュ処理となっている（2面ボスの影、等）。